# Georg Fraser (arkitekt)
Bernhard Olof Georg Fraser, född 3 juni 1886 i Tusby, död 12 december 1952 i Helsingfors, var en finländsk arkitekt. Han var son till författaren Georg Fraser.
Fraser arbetade från 1907 som länsarkitekt och från 1921 som lektor i husbyggnadslära vid industriskolan i Viborg, senare som skolans rektor. Han innehade ett flertal kommunala förtroendeuppdrag i Viborg och ritade själv även biografteatrar och hamnmagasin i staden. Efter utrymningen av Viborg flyttade han till Helsingfors, där han var lärare vid Tekniska läroverket och en tid verkade som ombudsman för Finlands Arkitektförbund.